# Lũ lụt miền Trung Việt Nam tháng 11 năm 1999
Đợt lũ lụt miền Trung Việt Nam tháng 11 năm 1999 (hay còn được biết đến với tên gọi là Đại hồng thủy 1999) là một đợt lũ lụt lớn xảy ra ở các tỉnh miền Trung Việt Nam vào đầu tháng 11 năm 1999. Do tác động của không khí lạnh mạnh kết hợp với dải áp thấp xích đạo, các nhiễu động trên cao và cuối cùng là áp thấp nhiệt đới, các tỉnh miền Trung Việt Nam đã phải hứng chịu những trận mưa rất lớn từ ngày 1 đến ngày 6 tháng 11 năm 1999, gây ra lũ lụt nghiêm trọng, nhấn chìm nhiều huyện, thị xã, làm thiệt hại tài sản lên đến gần 3.800 tỷ đồng (giá thời điểm năm 1999, tương đương 21.203 tỷ đồng ở năm 2023) và số người chết là 595 người. Tỉnh chịu thiệt hại nặng nhất là Thừa Thiên Huế, do đó trận lũ lụt đã đi vào ký ức khó phai mờ của người dân tỉnh này.
Sau lũ lụt, Chính phủ Việt Nam đã tổ chức cứu trợ đồng bào vùng lũ đồng thời kêu gọi những sự hỗ trợ từ quốc tế. Nhiều quốc gia và các tổ chức trên thế giới đã cứu trợ nhằm khắc phục hậu quả do thiên tai này gây ra. Đợt mưa lũ tháng 11 năm 1999 này cũng đã xác lập nhiều kỷ lục lịch sử trong các thống kê, so sánh về thiên tai và thiệt hại thiên tai gây ra tại Việt Nam, tuy nhiên, một số kỷ lục đã bị các trận lũ lụt khác diễn ra sau đó vài năm phá vỡ.

## Diễn biến
Cơn bão số 9 hay bão Eve, đổ bộ vào khu vực Trung Trung Bộ ngày 20 tháng 10 năm 1999 gây ra mưa lớn ở Trung Bộ đi kèm gió mạnh, đã làm 15 người thiệt mạng. Ba ngày sau, xuất hiện một áp thấp nhiệt đới trên biển Đông và tiếp tục gây mưa lớn cho khu vực Trung Bộ. Một tuần lễ sau, ngày 1 tháng 11 năm 1999, một đợt gió mùa Đông Bắc mạnh tràn xuống Việt Nam, ban đầu ảnh hưởng đến các tỉnh Bắc Bộ sau đó lan xuống các tỉnh Trung Bộ. Cùng lúc đó không khí lạnh gặp dải thấp xích đạo tác động đến miền Trung Việt Nam, kết hợp với các nhiễu động của đới gió đông trên cao hội tụ lại thành một hình thế thời tiết trút hàng loạt trận mưa xuống dải đất này. Liền sau đó, ngày 5 tháng 11 một áp thấp nhiệt đới hình thành trong hệ thống thời tiết trên và tiếp tục mang mưa ẩm đến miền Trung. Áp thấp nhiệt đới đã đổ bộ và tan cùng ngày hôm đó trên đất liền Nam Trung Bộ.
Do ảnh hưởng của hệ thống thời tiết trên, từ ngày 1 đến ngày 6 tháng 11 ở các tỉnh miền Trung đã xảy ra mưa lớn với lượng mưa từ 600–1000 mm. Mưa tại tỉnh Thừa Thiên Huế với vũ lượng rất lớn; nhiều điểm tại tỉnh này mưa dồn dập khoảng 1.000 mm trong 1 ngày, trong đó nổi bật là tại thành phố Huế với lượng mưa 2 ngày đêm là 2.288 mm, và tổng lượng mưa ở Huế được xem là gần bằng tổng lượng mưa trung bình cả năm cộng lại.
Mưa lớn dồn dập đã gây ra một đợt lũ lụt diện rộng tại các tỉnh Trung Bộ, nhiều điểm đạt tới mức báo động 3 và trên báo động 3. Đặc biệt, trên một số sông đã đạt giá trị xấp xỉ hoặc vượt mức lũ lịch sử và được xem là lớn nhất trong vòng từ 70-100 năm qua. Đáng chú ý trong đó lũ trên sông Hương lên nhanh, biên độ lũ dao động tới mức 1 mét trong 1 giờ; đạt đỉnh ở mức 5,94 mét vào lúc 14 giờ (theo giờ Việt Nam) ngày 2 tháng 11 năm 1999. Trên nhiều sông đã xảy ra các trận lũ quét.
Một nguyên nhân gián tiếp dẫn đến đợt mưa lũ này là vào năm 1999 Việt Nam chịu tác động của hiện tượng La Niña. Ngay sau khi đợt El Niño kỷ lục 1997-1998 kết thúc, hiện tượng La Niña xuất hiện vào cuối năm đó và kéo dài từ năm 1998 đến năm 2001, trong đó giai đoạn 1998-2000 là cường độ trung bình và 2000-2001 với cường độ yếu. Ngoài gây ra các đợt rét đậm, rét hại kéo dài, La Nina cũng là tác nhân chính dẫn đến các trận bão dồn dập ở Nam Trung Bộ (cuối năm 1998), lũ lớn ở Trung Bộ (năm 1999) và Nam Bộ (năm 2000).

## Kỷ lục lịch sử

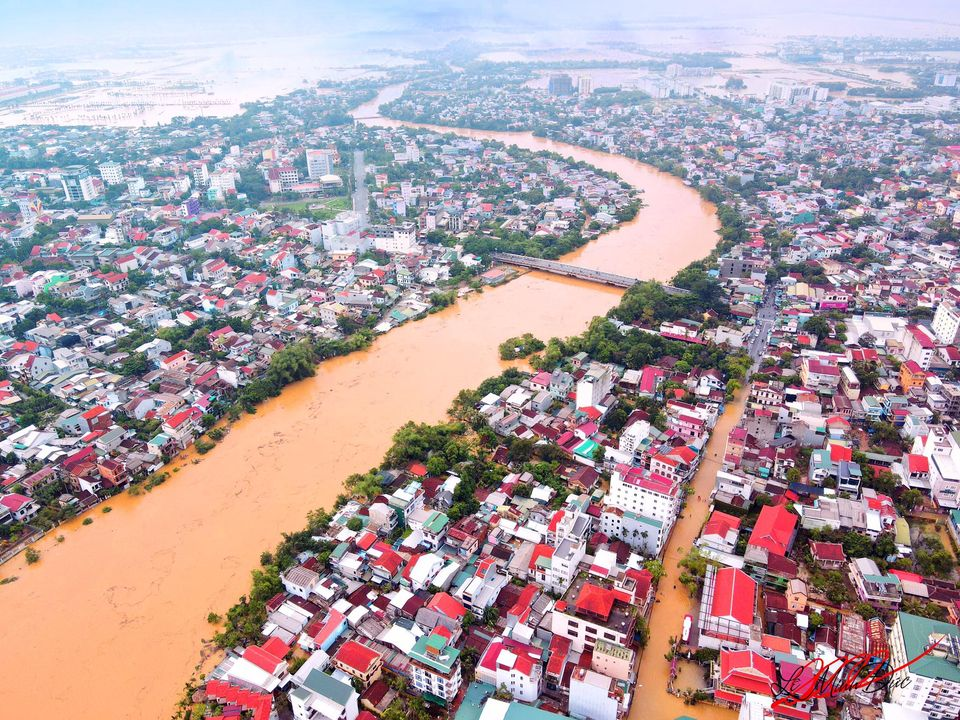
Thành phố Huế trong trận lụt năm 2020, trận lũ lụt đã phá nhiều kỷ lục của lũ năm 1999.

Trong đợt mưa lũ này một lượng mưa ghi nhận được trong một ngày tại thành phố Huế là 1.384 mm, đây là một trị số lớn chưa từng thấy trong chuỗi số liệu 100 năm qua được ghi nhận ở Việt Nam. Đỉnh lũ của đợt lũ tháng 11 năm 1999 được xem là đỉnh lũ lớn nhất lịch sử trong vòng 70-100 năm qua ở một số sông, nhất là trên sông Hương. Mưa được xem là có cường suất lớn nhất trong hơn 100 năm qua, và cường độ mưa loại kỷ lục trên thế giới.
Tuy nhiên, ở một số nơi thì đợt lũ diễn ra kế tiếp đó 1 tháng đã vượt mốc này với dao động không lớn. Năm 2007, lũ trên một số sông ở Đà Nẵng vượt mốc lịch sử năm 1999 0,3 mét. Cùng năm đó lũ trên một số sông ở tỉnh Quảng Nam đã bằng và vượt mức lũ của năm 1999. Năm 2009, lũ trên sông Trà Bồng (Quảng Ngãi) đã phá vỡ kỷ lục này. Năm 2013, đợt mưa lớn do ảnh hưởng của áp thấp nhiệt đới suy yếu từ Bão số 15 – Podul đã gây ra lũ lụt diện rộng, nhiều tỉnh đã vượt mốc lịch sử năm 1999. Trong đợt lũ trái mùa đầu tháng 3 năm 2015 ở Trung Trung Bộ, một số trạm bơm đã xả lũ với lưu lượng lớn, dẫn đến mực nước xấp xỉ mức lũ của trận lũ này.
Năm 2020, trong đợt thiên tai, mưa lũ kéo dài lịch sử hơn 80 ngày tại các tỉnh Trung Bộ, đỉnh lũ trên một số sông, trong đó có sông Bồ và sông Hương ở Thừa Thiên Huế, ở mức tương đương và thậm chí là vượt mức lũ lịch sử năm 1999.

## Thiệt hại
Trận lụt lịch sử miền Trung cuối năm 1999 được xem là trận lụt lớn nhất từ trước đến thời điểm đó xảy ra tại Việt Nam. Lũ lụt đã làm ngập trắng 10 tỉnh, thành phố của miền Trung, trong đó 20 huyện thị bị nhấn chìm. Mưa lũ khiến 595 người chết, 70 người mất tích, 41.846 ngôi nhà bị cuốn trôi; 570 trường học bị cô lập và phá hủy; ước tính khoảng 1 triệu người cần cứu trợ; thiệt hại ước tính đạt 3.773 tỷ đồng (tương đương với 488 triệu USD vào thời điểm năm 1999, tương đương với 895.4 triệu USD ở năm 2023). Đây được xem là thảm họa thiên nhiên đã gây ra hậu quả rất nặng nề và về lâu dài đối với các mặt xã hội, kinh tế, môi trường ở các tỉnh nơi lũ tác động.
Về y tế, 510 phòng khám y tế đã bị tàn phá bởi trận lụt. Theo báo cáo từ các địa phương, nhiều bệnh tật bao gồm sốt xuất huyết, tiêu chảy, cúm, nhiễm trùng mắt và các vấn đề về hô hấp, đã lan sang 5 trong số 8 huyện ven biển bị lũ lụt tàn phá. Cụ thể, có 9.862 trường hợp nhiễm trùng mắt, 9.347 trường hợp tiêu chảy, 1.096 trường hợp mắc bệnh lỵ và 16.460 trường hợp mắc bệnh cúm được báo cáo, do các tác động của lũ lụt. Một vài kết quả nghiên cứu công bố cho biết, người dân địa phương phải đối mặt với những rủi ro đáng kể về sức khỏe, bao gồm cả vấn đề tâm lý, xuất phát từ sự lo lắng và sự thay đổi đột ngột về sức khỏe của họ, có thể kéo dài nhiều năm sau lũ. Về nông nghiệp, lũ lụt đã phá hủy 11.813 hecta ruộng lúa; đồng thời làm hư hỏng 63.726 hecta lúa và 30.985 hecta cây trồng khác (mía, sắn, ngô, khoai lang và các loại hạt). Các báo cáo cũng chỉ ra trên 205.000 tấn lương thực bị thối rữa, bao gồm các mặt hàng chủ lực như gạo, chiếm 85% tổng sản lượng nông nghiệp của Việt Nam; đồng thời có 120.000 tấn lúa giống bị hư hại. Về chăn nuôi, ước tính có khoảng 693.154 vật nuôi bị chết, bao gồm khoảng 25.000 con bò và trâu, với những vật nuôi còn sống sót có thể đối mặt nguy cơ chết vì dịch bệnh sau lũ lụt.

### Huế
– Cụ Trần Thị Bất, một người dân ở Huế
Thừa Thiên Huế được xem là tỉnh chịu thiệt hại nặng nhất trong đợt lũ lịch sử này. Trong tổng số 595 người chết của đợt lũ thì Thừa Thiên Huế đã chiếm quá nửa với 352 người chết. Hàng loạt nhà dân bị nước lũ tràn vào làm cuộc sống của những hộ dân này lâm vào cảnh khó khăn. Có các thông tin cho rằng tại đây có đến 15 nghìn người phải đi sơ tán. Đã có những người phải bỏ cả tính mạng mình để cứu sống những người khác gặp hoạn nạn trong cơn lũ.

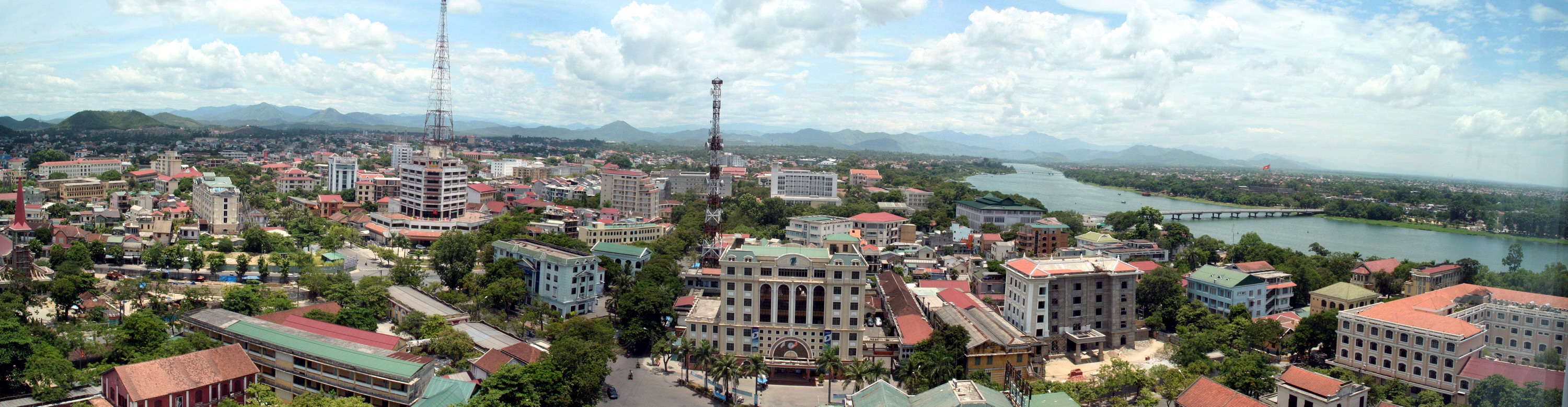
Thành phố Huế ngày nay

Tại vùng đồng bằng các huyện Hương Thủy, Quảng Điền, Phong Điền, Phú Vang, Phú Lộc và một số nơi ở thành phố Huế nước đã ngập sâu đến 4 mét. Nhiều đoạn quốc lộ bị ngập trong nước nhiều ngày dẫn đến giao thông đường bộ ngưng trệ; về sau cả đường thủy, đường sắt và đường hàng không tại đây cũng phải tạm dừng hoạt động. Sân bay Phú Bài nằm ở vị trí tương đối cao, tuy nhiên nước lũ vẫn tràn lên gây ngập khiến sân bay này phải đóng cửa từ ngày 1 đến ngày 5 tháng 11. Tại huyện A Lưới, nước lũ kèm theo đất đá đổ xuống các cánh đồng khiến 2 trên 16 hécta ruộng đã không thể phục hồi. Ngoài ra, con đường duy nhất nối A Lưới với thành phố Huế cũng bị lũ đánh sập.
Nước lũ cũng tràn về từ hạ lưu làm vỡ Phá Tam Giang đồng thời mở ra 2 cửa biển mới, gọi là cửa Hòa Duân và Vĩnh Hải, khiến cho hàng chục tàu thuyền của ngư dân và tàu tuần tra bị hư hỏng. Sự kiện tạo cửa biển này được xem là chưa từng xảy ra ở Việt Nam. Cũng do ảnh hưởng của lũ, ngày 2 tháng 11 năm 1999 có 57 học sinh trường Trung học Cơ sở Hương Thọ thuộc tỉnh Thừa Thiên Huế bị mắc kẹt trên mái nhà, và một thầy giáo trẻ mới vào trường đã giải cứu cả 57 em. Nhiều tờ báo lớn đã xem cuộc giải cứu như là "thông tin khiến cả tỉnh sững sờ". Ngày 5 tháng 11, hàng loạt quan tài gỗ thông vàng đựng thi thể những người thiệt mạng trong lũ được đưa ra quàn tại Đài Tưởng niệm Chiến sĩ Trận vong (hay còn gọi là Bia Quốc học). Bộ đội đã tập kết ở đường băng Phú Bài đưa những chiếc áo quan trên về nơi an nghỉ cuối cùng.

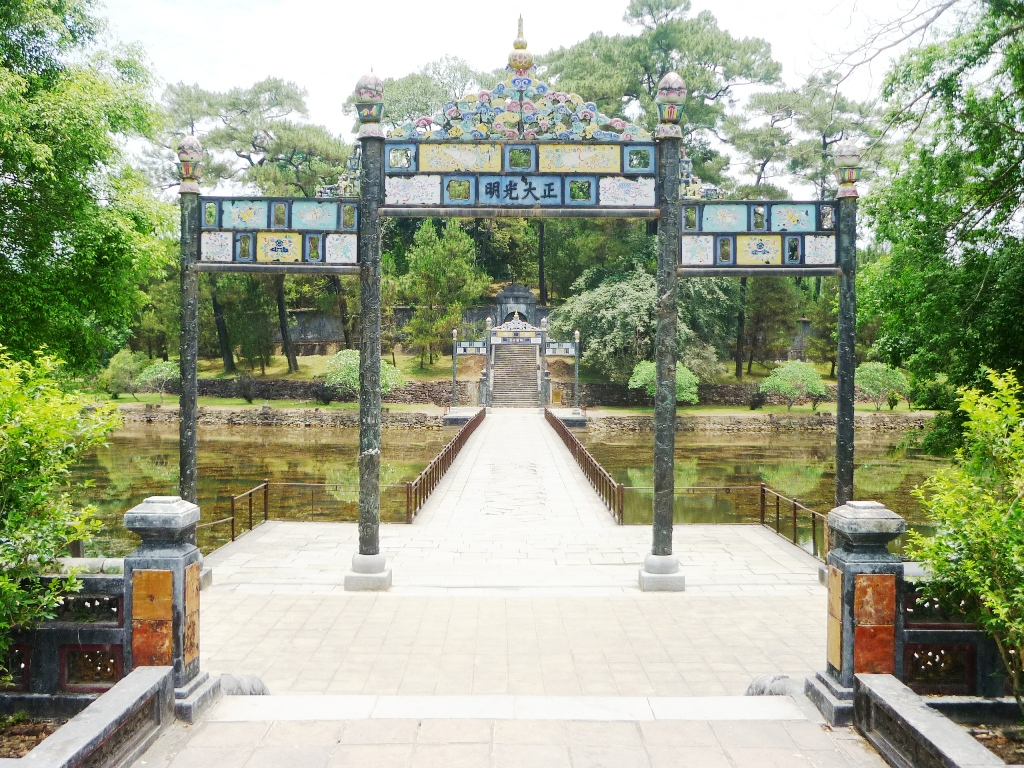
Hiếu Lăng của Minh Mạng, một công trình bị hư hại nghiêm trọng ở đợt lũ.

Tại di sản thế giới Quần thể di tích Cố đô Huế, nước lũ tràn vào nhiều lăng tẩm, đền đài khiến cho gỗ, ngói của các công trình trên bị mục nát, xuống cấp. Đặc biệt, Hiếu Lăng của vua Minh Mạng có những thời điểm ngập đến 5 mét, khiến bờ sông trước công trình này bị sạt lở gây thiệt hại nghiêm trọng. Tại nhiều vùng ven biển của Thừa Thiên Huế nhiều đám tang những người thiệt mạng trong đợt lũ phải diễn ra ngoài đường do nhà của họ bị lũ làm hỏng, bị sập hoặc bị cuốn trôi. Các sự cố mất điện, mất thông tin liên lạc, mất tín hiệu phát thanh truyền hình tại tỉnh này đã diễn ra vào các ngày từ mùng 2 đến mùng 5 tháng 11. Ngoài ra, cây cối, hệ thống chiếu sáng và các công trình đô thị khác tại thành phố Huế cũng hư hỏng, thiệt hại lớn. Các ngành nghiên cứu về văn hóa – lịch sử; khoa học – kĩ thuật; văn học – nghệ thuật của tỉnh Thừa Thiên Huế bị lũ làm hư hỏng nhiều công trình, sách báo, tác phẩm lớn, thiệt hại do mưa lũ gây ra là không thể kể hết được.
Do ảnh hưởng từ lũ trên lưu vực sông Hương, Thừa Thiên Huế có khoảng 242.000 hộ dân chìm trong nước lũ; tổng thiệt hại ước tính 1.780 tỷ đồng, bằng tổng thu nhập của tỉnh này trong 7 năm trước đó.

### Các nơi khác
Trong đợt mưa lũ, ở tỉnh Quảng Nam, làng Ấp Bắc (thuộc xã Đại Phong, huyện Đại Lộc) được xem là "rốn lũ" của khu vực này. Lũ cũng ảnh hưởng đến toàn huyện Đại Lộc. Các huyện đồng bằng khác như Điện Bàn, Duy Xuyên, thị xã Hội An và một số khu vực khác cũng bị lũ ảnh hưởng gây ngập sâu. Sạt lở núi, đất đá đã xảy ra trên một số tuyến đường, đặc biệt Quốc lộ 1 bị ngập và giao thông ách tắc. Lũ quét cũng đã xảy ra ở một số huyện vùng núi gây thiệt hại nghiêm trọng. 3.500 hécta ruộng tại tỉnh này bị hư hỏng và mất trắng, tổng thiệt hại là 29 triệu USD (thời điểm năm 1999). Tỉnh cũng có 53 người chết, đứng thứ hai sau tỉnh Thừa Thiên Huế. Một tháng sau, trong trận lụt đầu tháng 12 thì Quảng Nam lại trở thành tỉnh chịu thiệt hại nặng nhất.
Tại Đà Nẵng, sáng ngày 1 tháng 11 nước từ các ngả sông Vu Gia, thượng nguồn sông Yên đổ về sông Hàn. Hàng chục tàu cá của ngư dân neo đậu hai bên bờ sông Hàn bị nước cuốn ra biển khiến thành phố này phải ban bố tình trạng khẩn cấp. Sân bay Quốc tế Đà Nẵng phải đóng cửa trong vòng 23 tiếng đồng hồ vì nước lũ. Trên sông Túy Loan đã xuất hiện lũ quét.
Ở hai tỉnh Quảng Bình và Quảng Trị, nhiều huyện thị bị ngập sâu khiến giao thông bị tắc nghẽn. Các đoạn đường sắt, quốc lộ bị sạt lở và hư hỏng. Riêng tỉnh Quảng Trị thì thiệt hại về tài sản ước tính là 564 tỷ đồng. Còn tại Quảng Ngãi và Bình Định, các vùng đồng bằng ở hai tỉnh này bị ngập lụt nghiêm trọng. Do ảnh hưởng của sạt lở núi, các tuyến đường liên xã của nhiều huyện vùng núi của tỉnh Quảng Ngãi bị cắt đứt trên 10 ngày. Nhiều vùng ven biển cũng bị sạt lở.

## Sau lũ lụt

### Cứu trợ
Trước tình hình lũ lụt lúc bấy giờ, Tổng bí thư Đảng Cộng sản Việt Nam lúc đó là Lê Khả Phiêu cùng nhiều quan chức Việt Nam đã chỉ đạo khắc phục hậu quả lũ lụt, phát động phong trào ủng hộ khắp cả nước. Các lực lượng quân đội, công an, sinh viên cũng đã vào vùng lũ để giúp dân khắc phục hậu quả thiên tai. Ngày 12 tháng 11 năm 1999, hơn 2500 tấn gạo do Trung ương cứu trợ đã được tỉnh Thừa Thiên Huế đưa tận tay cho người dân vùng lũ; đồng thời Huế cũng tiếp nhận 553 tấn hàng cứu trợ của các địa phương, tổ chức, cá nhân trong cả nước. Đến ngày 15 tháng 11 cùng năm, Chính phủ Việt Nam đã tổ chức một hội nghị về khắc phục hậu quả do trận lũ lụt này gây ra tại Huế. Sau hội nghị, ngày 17 tháng 11, Thủ tướng Phan Văn Khải đã ký quyết định gửi nhiều loại lương thực, thực phẩm, thuốc men đến các tỉnh bị thiệt hại từ Quảng Bình đến Bình Định; đồng thời cũng hỗ trợ 100 tỷ đồng để hỗ trợ dân sinh; 100 tỷ đồng để khôi phục cơ sở hạ tầng; người dân được cho vay không phải thế chấp để khắc phục hậu quả của đợt lũ. Hội Chữ thập đỏ Việt Nam là đơn vị phân phối các mặt hàng cứu trợ thiết yếu đến người dân, phối hợp với quân đội dùng trực thăng để làm việc này. Đồng thời, các tình nguyện viên tại Huế đã giúp người dân tiêu hủy các loại động vật bị nhiễm bệnh để phòng tránh dịch bệnh lây lan sau lũ, theo yêu cầu của các cơ quan y tế địa phương. Các Phật tử của Giáo hội Phật giáo Việt Nam đã tổ chức quyên góp ủng hộ, tổng cộng lên đến hơn nửa triệu đô la Mỹ cho các tỉnh vùng lũ. Đồng thời, họ cũng làm lễ cầu siêu cho các nạn nhân của trận lụt thế kỷ này. Cuối tháng 12 năm 1999, Ngân hàng Nhà nước Việt Nam cũng đã cấp 500 tỷ đồng để cho các ngân hàng thương mại quốc doanh vay nhằm khắc phục hậu quả lũ lụt tại các tỉnh thành miền Trung.
Do thiệt hại từ lũ là rất nghiêm trọng nên Việt Nam đã kêu gọi sự hỗ trợ từ quốc tế. Ngày 11 tháng 11, chính phủ Hoa Kỳ đã gửi lương ăn, thức uống và chăn cùng số tiền hỗ trợ là 450.000 USD đến những gia đình chịu thiệt hại nặng nhất từ trận lũ. Chính phủ Australia cũng đã gửi 400.000 USD thông qua Ủy ban Chữ thập đỏ Quốc tế để cứu trợ lương ăn thức uống cho các tỉnh bị thiệt hại. Văn phòng Điều phối nhân đạo Liên Hợp Quốc đã cung cấp số tiền tổng cộng là 80.000 USD để gửi đến chính quyền các tỉnh chịu ảnh hưởng. Quỹ Nhi đồng Liên Hợp Quốc đã gửi 31.000 USD cho Hội Chữ thập đỏ Việt Nam để cứu trợ trẻ em vùng lũ. Chính phủ Pháp đưa số tiền 50.000 USD đến các tỉnh miền Trung. Chính phủ Nhật Bản đã quyên góp số tiền 9,6 triệu Yên Nhật, còn Anh cũng đã gửi 200.000 USD để cứu trợ cho Việt Nam. Cũng do thiệt hại rất lớn từ trận lũ lụt này, ngày 7 tháng 11 năm 1999, Hồng y Phaolô Giuse Phạm Đình Tụng, với tư cách Chủ tịch Hội đồng Giám mục Việt Nam, đã viết thư kêu gọi cứu trợ giáo dân vùng lũ. Cuối tháng 11 năm 1999, Giáo hoàng Gioan Phaolô II và Tòa Thánh Vatican đã gửi số tiền 100.000 USD thông qua Tổng Giám mục Thành phố Hồ Chí Minh Gioan Baotixita Phạm Minh Mẫn để hỗ trợ giáo dân tại những vùng chịu thiệt hại bởi đợt lũ.

### Hệ quả
Lũ lụt tháng 11 năm 1999 cũng để lại nhiều vấn đề liên quan đến cây trồng và an ninh lương thực tại Việt Nam, đặc biệt đối với 80% người dân sống trong vùng lũ. Thiệt hại nặng nề đối với các cánh đồng lúa khiến vụ đông xuân ở các tỉnh miền Trung phải đến tháng 3 năm 2000 mới được gieo trồng, dẫn đến việc thu hoạch muộn vào tháng 10 giữa mùa mưa Trung Bộ, từ đó nhiều hộ nghèo mất nguồn lương thực chính và thu nhập cho đến vụ thu hoạch tiếp theo. Tuy nhiên, ở thời điểm năm 2000, chỉ có 1% nguồn vốn Hỗ trợ Phát triển Chính thức (ODA) được chi cho lương thực và cứu trợ khẩn cấp, với chi tiêu cho vấn đề chăm sóc sức khỏe bình quân tương đương 19 USD/người. Ngoài ra, một loài cây có hại tên là mai dương đã phát triển mạnh tại Huế sau trận lũ, sự sinh trưởng ồ ạt của loài cây này đã gây nhiều thiệt hại lớn cho sản xuất nông nghiệp tại tỉnh này. Năm 2015, Huế đã phát động phong trào diệt cây mai dương. Cũng sau thảm họa thiên tai này, tỉnh đã phát động phong trào trồng rừng ngăn lũ, tuy nhiên tiến độ triển khai phong trào được nhận xét rất mơ hồ.

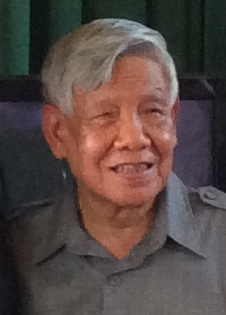
Ông Lê Khả Phiêu, nguyên Tổng Bí thư Đảng Cộng sản Việt Nam, người đặt tên làng Rồng sau lũ lịch sử năm 1999.

Cơn lũ lụt đầu tháng 11 năm 1999 đã đi vào ký ức khó phai nhòa của nhiều người dân vùng tâm lũ – Thừa Thiên Huế. Trong cơn lũ lịch sử này, đập Hòa Duân và làng chài Hải Thành bị lũ cuốn ra biển. Tháng 12 năm 1999, ngôi làng này được Bộ Quốc phòng Việt Nam cùng với những người còn sống sót ở đây tổ chức tái thiết thành một ngôi làng mới. Trong một lần thị sát về Huế, Tổng bí thư lúc đó là Lê Khả Phiêu đã đến ngôi làng này và đặt tên cho nó là làng Rồng. Một số người dân trong ngôi làng này đã lấy ngày 25 tháng 9 âm lịch làm ngày giỗ các nạn nhân đã thiệt mạng trong trận lũ. Cuộc sống của người dân nơi đây cũng đã có phần tốt hơn so với thời điểm diễn ra trận lụt lịch sử.
Trong lần đầu tiên tổ chức Festival Huế vào năm 2000, Ban Tổ chức đã đặt thông điệp Huế – thành phố của nghệ thuật sống. Đây còn được xem là "Festival Hồi sinh" vì được tổ chức sau khi lũ tàn phá Huế năm 1999. Cùng năm đó, Ủy ban Nhân dân tỉnh Thừa Thiên Huế đã ra quyết định lấp cửa biển Hòa Duân, khu vực này ngày nay trở thành con đập Hòa Duân dài hơn 600 mét, với đường nhựa rộng 8 mét. Ngày 25 tháng 5 năm 2009, cơ quan này tuyên bố sẽ xóa nợ cho các hộ nghèo bị thiệt hại do trận lũ này gây ra.
Tháng 5 năm 2000, nhóm Việt kiều (người Huế) tại bang California, Hoa Kỳ đã thành lập một tổ chức phi chính phủ với tên gọi Hội từ thiện thân hữu Huế (Friends of Hue Foundation, viết tắt FHF), nhằm giúp đỡ và hỗ trợ quê hương khắc phục hậu quả và xây dựng lại đời sống sau đợt lũ lụt lịch sử cuối năm 1999. Kể từ đó đến nay, tổ chức này đã có nhiều hoạt động từ thiện, cải thiện cuộc sống của người dân Huế.

## Đánh giá
Vào năm 2015, 16 năm sau trận lũ, Phó Giáo sư, Tiến sĩ Nguyễn Văn Thắng, Viện trưởng Viện Khoa học Khí tượng Thủy văn và Biến đổi Khí hậu, Bộ Tài nguyên và Môi trường Việt Nam, đã nhận xét:
| “                           | Trận lũ lịch sử ở miền Trung năm 1999 là tổng hợp của các loại hình thiên tai xảy ra cùng một lúc. | ” |
| — PGS. TS. Nguyễn Văn Thắng | |   |

Trong một hội thảo về thiên tai và biến đổi khí hậu sau trận lũ năm 1999, ông Nguyễn Ty Niên, nguyên Cục trưởng Cục Quản lý Đê điều và Phòng chống Lụt bão của Việt Nam, đã thẳng thắn chỉ ra:
| “                | 10 năm cho thấy miền Trung biến đổi khí hậu chưa rõ nét nhưng "nhân tai" là quá rõ ràng. | ” |
| — Nguyễn Ty Niên |                                                                                          |   |